# كأس دوري كرة القدم الإنجليزية 2000–01
كأس دوري كرة القدم الإنجليزية 2000–01 هو موسم من كأس دوري كرة القدم الإنجليزية. كان عدد الأندية المشاركة فيه 56، وفاز فيه بورت فايل.